# Герасимовка (Ульяновская область)
Герасимовка — деревня в составе Новоникулинского сельского поселения Цильнинского района Ульяновской области. 

## География
Находится у реки Бирюч на расстоянии примерно 28 километров на юго-запад по прямой от районного центра села Большое Нагаткино. 

## История
В 1913 в деревне был 21 двор с населением 138 человек. В 1990-е годы работало ОПХ «Новоникулинское».  

## Население
Население составляло 13 человек в 2002 году (русские 85%), 7 по переписи 2010 года.